# ハーミズ・パン
ハーミズ・パン（Hermes Pan、1909年12月10日 - 1990年9月19日）は主として1930年代～50年代のミュージカル映画で活躍したアメリカ合衆国の振付師・ダンサー。フレッド・アステアの出演作で多く振付を行った。
ギリシア系移民の子として生まれダンサーを志すが、折からの世界恐慌のあおりもあって芽が出ず、活動の場を初期のハリウッドに移す。『空中レビュー時代』でアステアに見出され、以後、RKOのアステア＝ロジャース映画で振付師として活躍した。
アステアは主演したほとんどすべての映画においてミュージカル・シーンを自分で振付けることにしていたが、その際に相談相手となってさまざまな提案をしたり、時にはペア・ダンスの相手役をつとめたりしたのがパンであった。パンに対するアステアの信頼は絶対的なもので、撮影の前にはかならず数週間にわたって、アステアとパン、リハーサル・ピアニストの三人だけで振付・リハーサルの作業が行われた。またアステア＝ジンジャー映画で、多忙なジンジャーに代わり、撮影後彼女のタップ音の大半を録音したのもパンである。
ジンジャーとのコンビ解消後もアステア映画に参加し、1960年代のテレビ番組でも振付を行ったが、『フィニアンの虹』では振付が不評で途中降板させられるなど、徐々に時代の流行と合わなくなり、同作を最後に映画から引退した。